# سیگلیگت
سیگلیگت (به مجاری:  Szigliget) یک شهرداری در مجارستان است که در ناحیه تاپولتسا واقع شده‌است. سیگلیگت ۳۴٫۲۶ کیلومتر مربع مساحت و ۸۰۵ نفر جمعیت دارد.